# Węgorapa, Warmińsko-Mazurskie
Węgorapa [vɛnɡɔˈrapa] (tiếng Đức: Forsthaus Angerapp) Là một ngôi làng ở quận hành chính của Gmina Banie Mazurskie, trong huyện Gołdapski, Warmińsko-Mazurskie, ở miền bắc Ba Lan, gần biên giới với Kaliningrad của Nga.
Khu vực này là một phần của Đức cho đến khi Đông Phổ bị chia cắt giữa Ba Lan và Liên Xô vào năm 1945. Phần tiếng Nga hiện được gọi là Ozyorsk.